# June Carmona
June Carmona Alonso (Vitoria, 23 de marzo de 2005) es una jugadora de baloncesto española. Surgió de la cantera de Araski AES que ya forma parte del primer equipo. Con 1.73 metros de estatura, juega en la posición de base.